# Медаевка (приток Каслей-Кадады)
Медаевка — река в России, протекает в Кузнецком районе Пензенской области. Правый приток реки Каслей-Кадада.

## География
Медаевка берёт начало у села Сосновка, где на ней образованы пруды. Течёт на юг через леса мимо деревни Новостройка. Устье реки находится у села Дворики в 19 км по правому берегу реки Каслей-Кадада. Длина реки составляет 11 км. 

## Данные водного реестра
По данным государственного водного реестра России относится к Верхневолжскому бассейновому округу, водохозяйственный участок реки — Сура от истока до Сурского гидроузла, речной подбассейн реки — Сура. Речной бассейн реки — (Верхняя) Волга до Куйбышевского водохранилища (без бассейна Оки).
По данным геоинформационной системы водохозяйственного районирования территории РФ, подготовленной Федеральным агентством водных ресурсов:
- Код водного объекта в государственном водном реестре — 08010500112110000035345
- Код по гидрологической изученности (ГИ) — 110003534
- Код бассейна — 08.01.05.001
- Номер тома по ГИ — 10
- Выпуск по ГИ — 0